# Wolfgang Schröder (Ingenieur)
Wolfgang Schröder (* 4. September 1957 in Neuss) ist hauptamtlicher Dekan der Fakultät für Maschinenwesen an der RWTH Aachen und Institutsleiter am Aerodynamischen Institut (AIA) der RWTH Aachen.

## Werdegang
Wolfgang Schröder studierte von 1975 bis 1983 Maschinenbau an der Rheinisch-Westfälischen Technischen Hochschule (RWTH) in Aachen und promovierte anschließend am Aerodynamischen Institut auf dem Gebiet der numerischen Strömungsmechanik. In den Jahren 1981/1982 übte er eine Tätigkeit im biomedizinischen Labor aus, bei der er am Aufbau eines Prüfstandes zur Untersuchung der strömungsmechanischen Einflüsse auf künstliche Herzklappen mitwirkte. Er arbeitete bis 1983 in der Abteilung für theoretische Strömungsmechanik und war anschließend bis 1987 Wissenschaftlicher Assistent für Übungs- und Laborbetreuung sowie für die Vorlesungen des Instituts.
Im Jahr 1987 ging Schröder als Stipendiat der Deutschen Forschungsgemeinschaft an das California Institute of Technology. Er erhielt 1988 in Gemeinschaft mit D. Hänel und R. Schwane den Hermann-Reissner-Preis der Universität Stuttgart und kehrte ein Jahr später nach Deutschland zurück, um erst für die Messerschmitt-Boelkow-Blohm GmbH und anschließend für die Deutsche Aerospace AG im Rahmen europäischer Raumfahrtprojekte zu arbeiten. Seit 1995 war Schröder als Professor für Mathematik, Finanzmathematik und Statistik an der Fachhochschule Braunschweig/Wolfenbüttel tätig, bis er 1998 einen Lehrstuhl für Strömungslehre an der RWTH Aachen erhielt.
2010 wurde Wolfgang Schröder in die Nordrhein-Westfälische Akademie der Wissenschaften und der Künste gewählt. 2013 erhielt er die Carl-Friedrich-Gauß-Medaille.
Seit Dezember 2021 ist Wolfgang Schröder der hauptamtliche Dekan der Fakultät für Maschinenwesen. Er tritt damit die Nachfolge von Jörg Feldhusen an.